# غرانت كيني
غرانت كيني (بالإنجليزية: Grant Kenny)‏ هو راكب الكنو أسترالي، ولد في 14 يونيو 1963 في ماريبورو في أستراليا.

## وصلات خارجية
- غرانت كيني على موقع أوليمبيديا (الإنجليزية)
- غرانت كيني على موقع اللجنة الأولمبية الأسترالية (الإنجليزية)
- غرانت كيني على موقع قاعة أستراليا للمشاهير الرياضية (الإنجليزية)